# Червена църква (Солун)
Червената църква (на гръцки: Κόκκινη εκκλησία) е католически параклис паметник в македонския град Солун, Гърция, храм на Солунския апостолически викариат на Римокатолическата църква. Разположен е във френската част на военното гробище от Първата световна война Зейтинлък.

## Описание
Църквата е издигната в северната, френска част на военното гробище, по проект на Жозеф Плебер. Построена е от червена тухла още със създаването на гробището в 1926 година. Църквата има уникален купол без аналог в никоя друга църква. Във вътрешността не са изобразени нито светци, нито Господ, а има изображения на Солун и историята на съюзниците от Първата световна война. Също така по стените има почетни плакети, сувенири и снимки. На две плочи на апсидата са изписани имената на загинали на Солунския фронт французи.
- Плочите с имената на френските войници
- Витраж в параклиса
- Куполът на параклиса